# Oxira efflorescens
Oxira efflorescens là một loài bướm đêm trong họ Noctuidae.